# 대포항 (속초시)
대포항(大浦港)은 강원특별자치도 속초시 대포동에 있는 어항이다. 1971년 12월 21일 국가어항으로 지정되었다. 관리청은 해양수산부 동해어업관리단, 시설관리자는 속초시장이다.

## 연혁
- 대포는 큰 포구라는 뜻으로 한개라고 부르던 것을 한자로 대포(大浦)라고 표기한 데서 유래되었다.
- 설악산 기슭의 청정 바닷가에 자리 잡고 있는 대포항은 속초시로 들어오는 관문이라고 할 수 있는 항으로 1988년 시설물 안전진단을 시행하고 1997년 어항시설정비계획을 실시한 후 2002년 사업 시행 협약을 체결했다.[1]

## 어항구역
본 항의 어항구역은 다음과 같다.
- 수역: 외옹치리 방파제 기부에서 동측으로 200m 떨어진 점과 이점에서부터 정남측으로 1,280m점을 연결하고 이점에서 정서측으로 육지와 만나는 선을 따라 형성된 공유수면[2]
- 육역: 강원특별자치도 속초시 대포동 421-1 외 6필지(상세내역은 생략)[3]

## 어항 시설
동방파제, 남방파제, 물양장 등이 축조되어 있다.

## 기본계획
2009년 9월 14일 본 항의 어항기본계획이 변경되었다. 변경된 물량은 다음과 같다.
- 대포본항: 방파제 1,090m, 물양장 740m, 선양장 30m, 수역준설 23,776m3, 부지조성 187,106m2, 친수시설 338m, 기타부대시설 1식
- 외옹치지구: 해안경관조성사업 1식, 방파제 100m

## 주요 어종
대포항의 주요어종은 오징어, 가자미, 잡어 등이다.

## 주변 관광
- 연간 100만명이 찾는 대표적인 관광어항으로 설악산을 찾는 여행객이 꼭 한번 들리는 어항이다. 동해하면 빼놓을 수 없는 오징어와 넙치, 방어 등의 집산지이며 신선한 수산물을 즐기려는 사람들이 많이 찾는다.

수산물을 찾으시는 분은 유튜브를 참고해보시기 바랍니다
인근에 있는 대포마을은 '아름다운 어촌 100선'에 선정된 바 있다.
- 대포항을 찾는 많은 관광객들이 호응을 보임에 따라 관광성수기에 맞춰 2011년 7월 1일 친수 호안과 동방파제 등을 우선 개방한다.[6]

## 갤러리

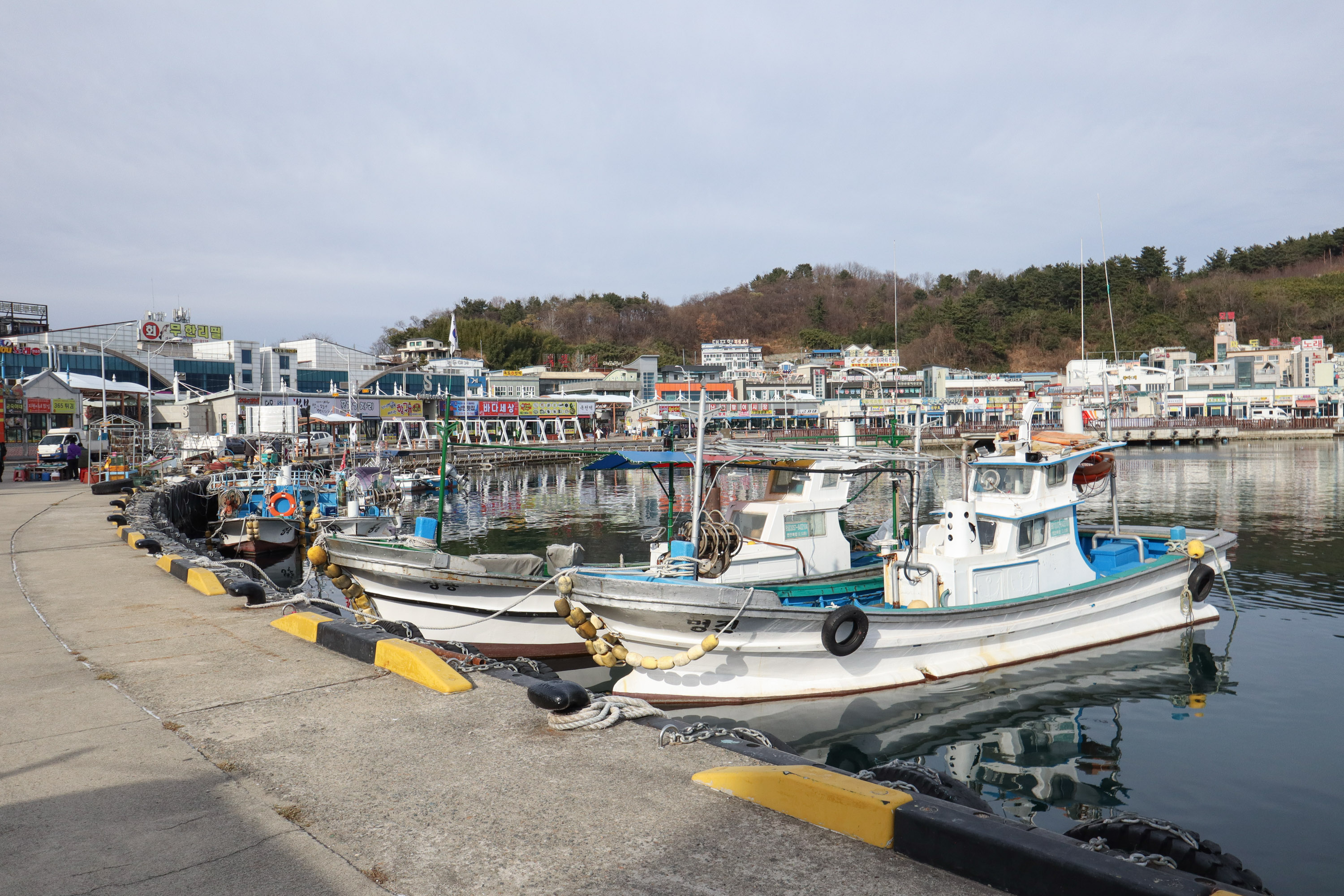
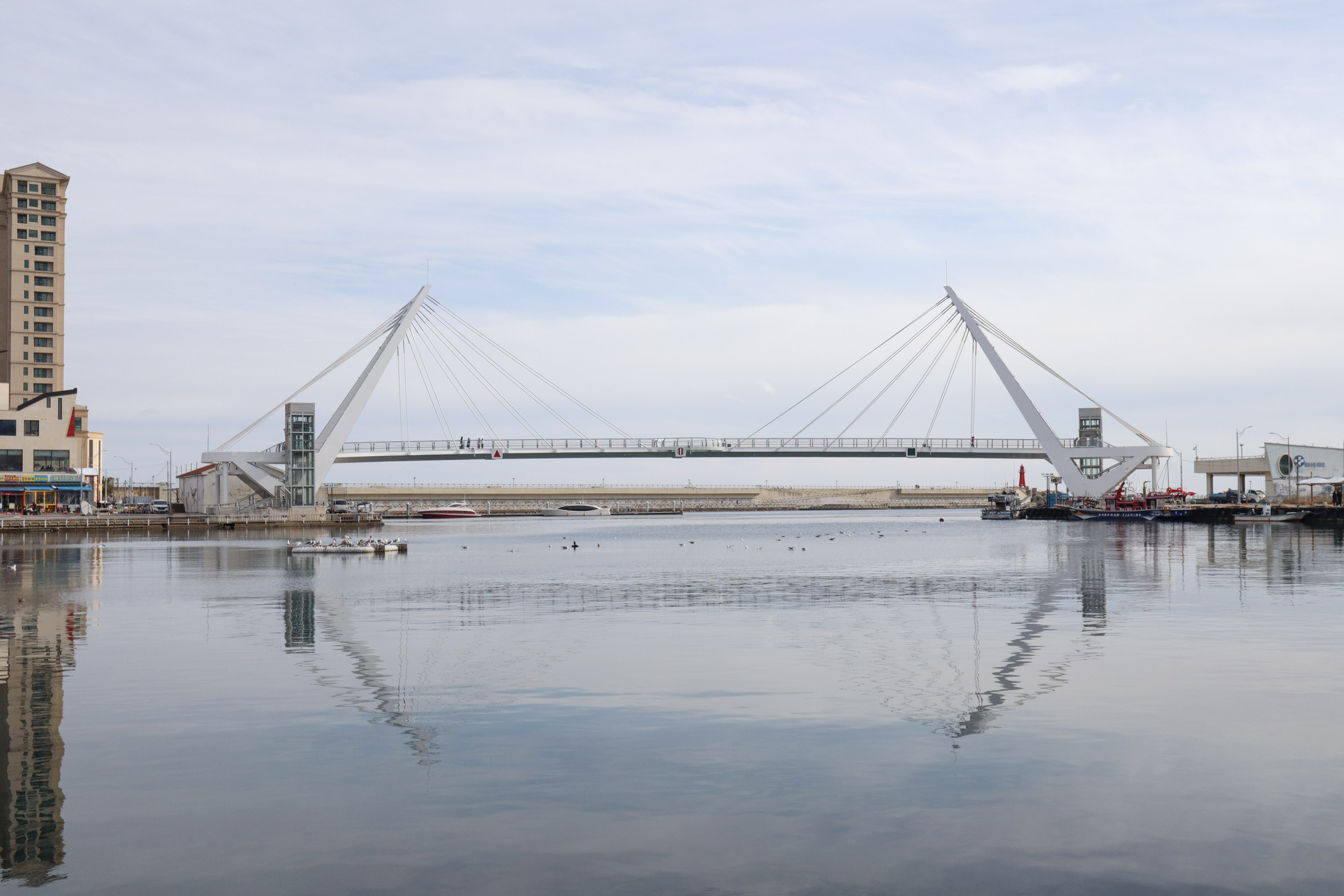
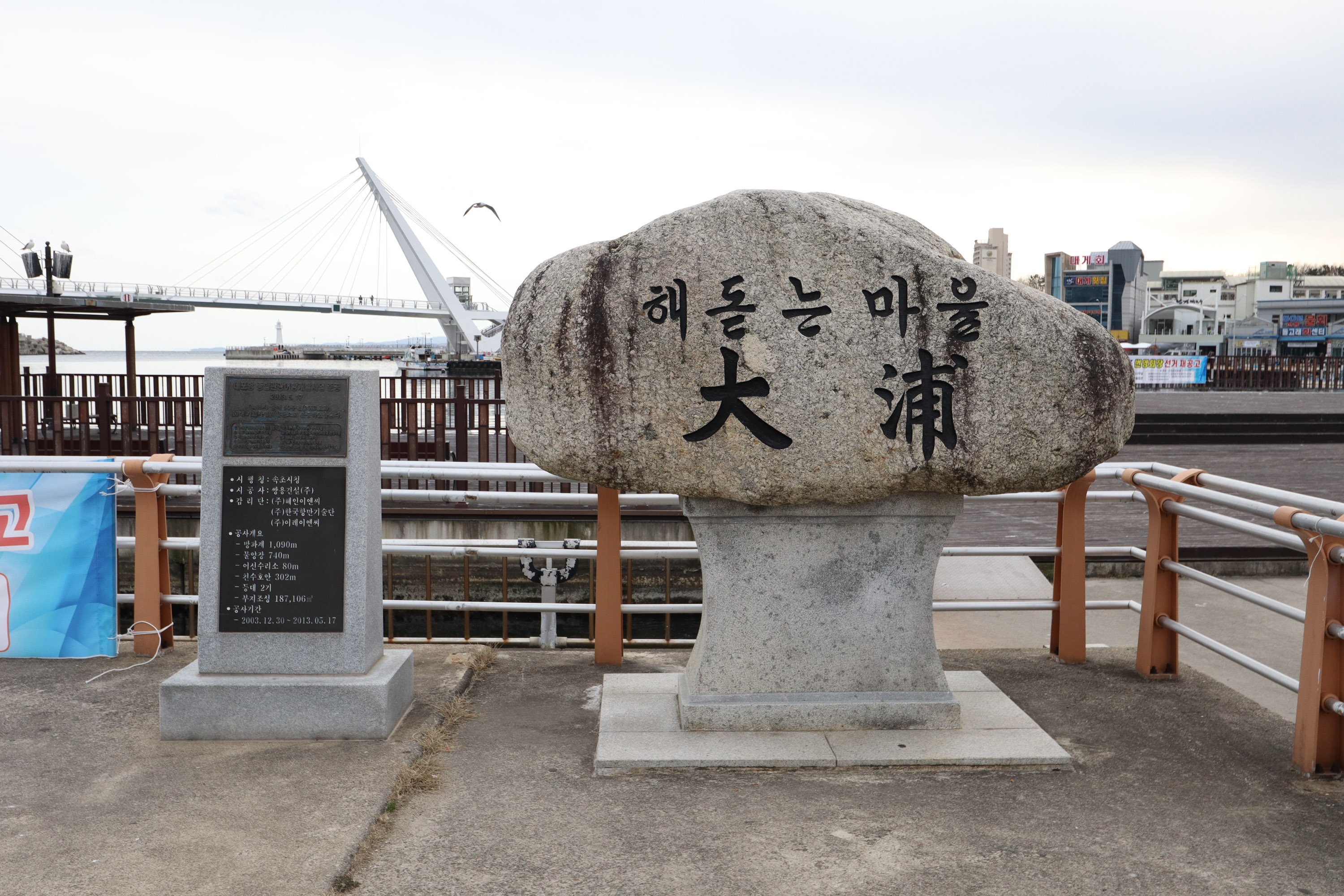
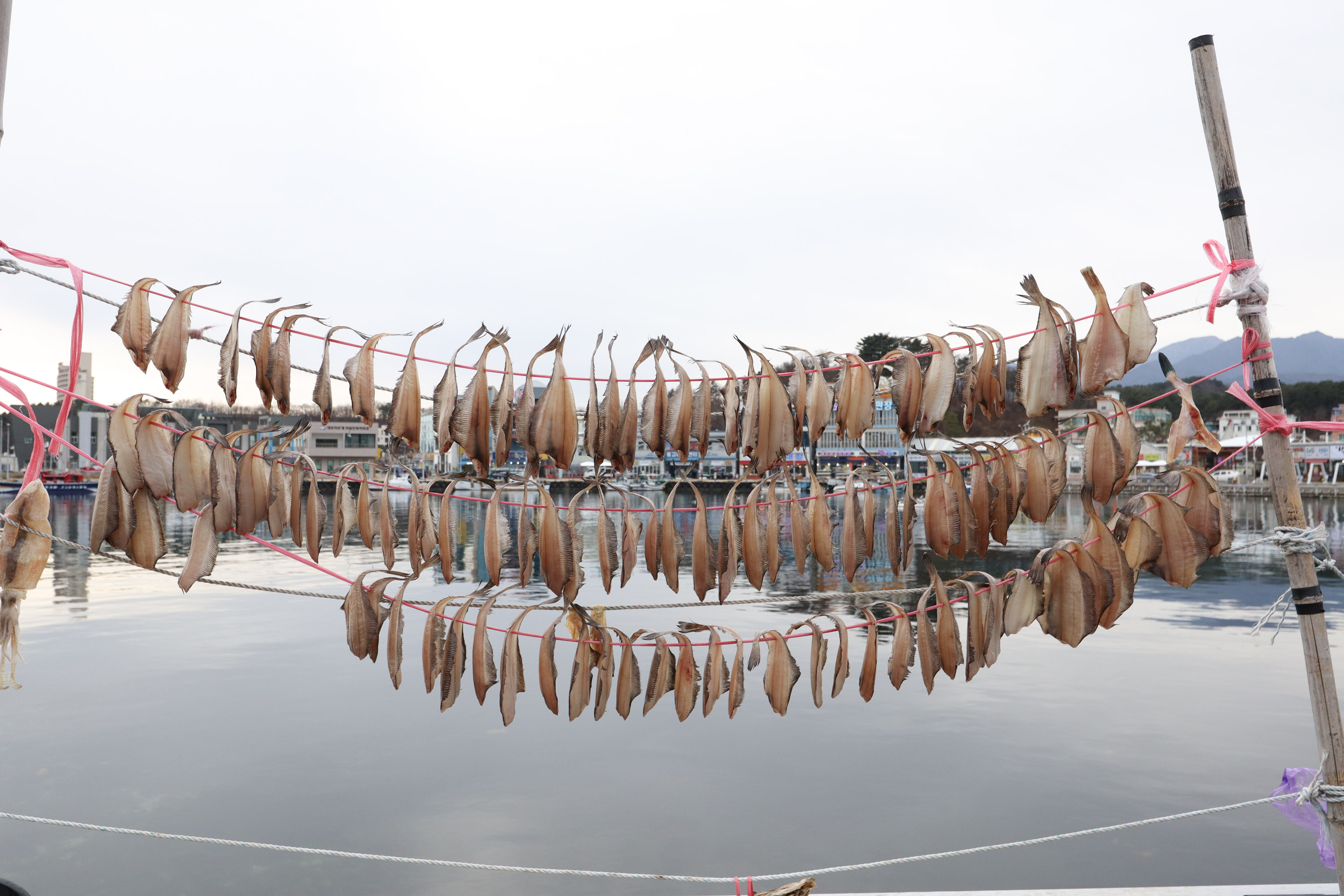
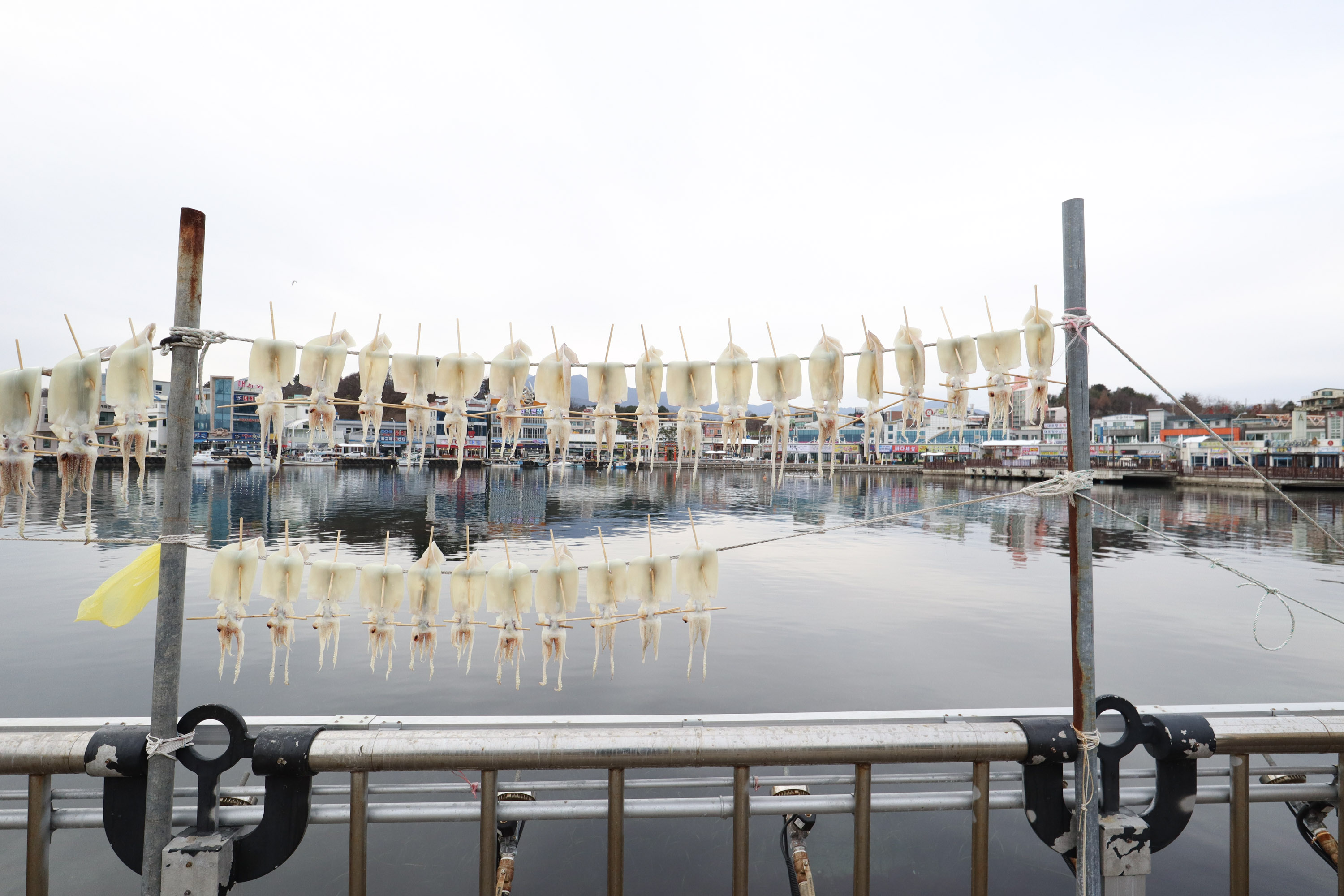
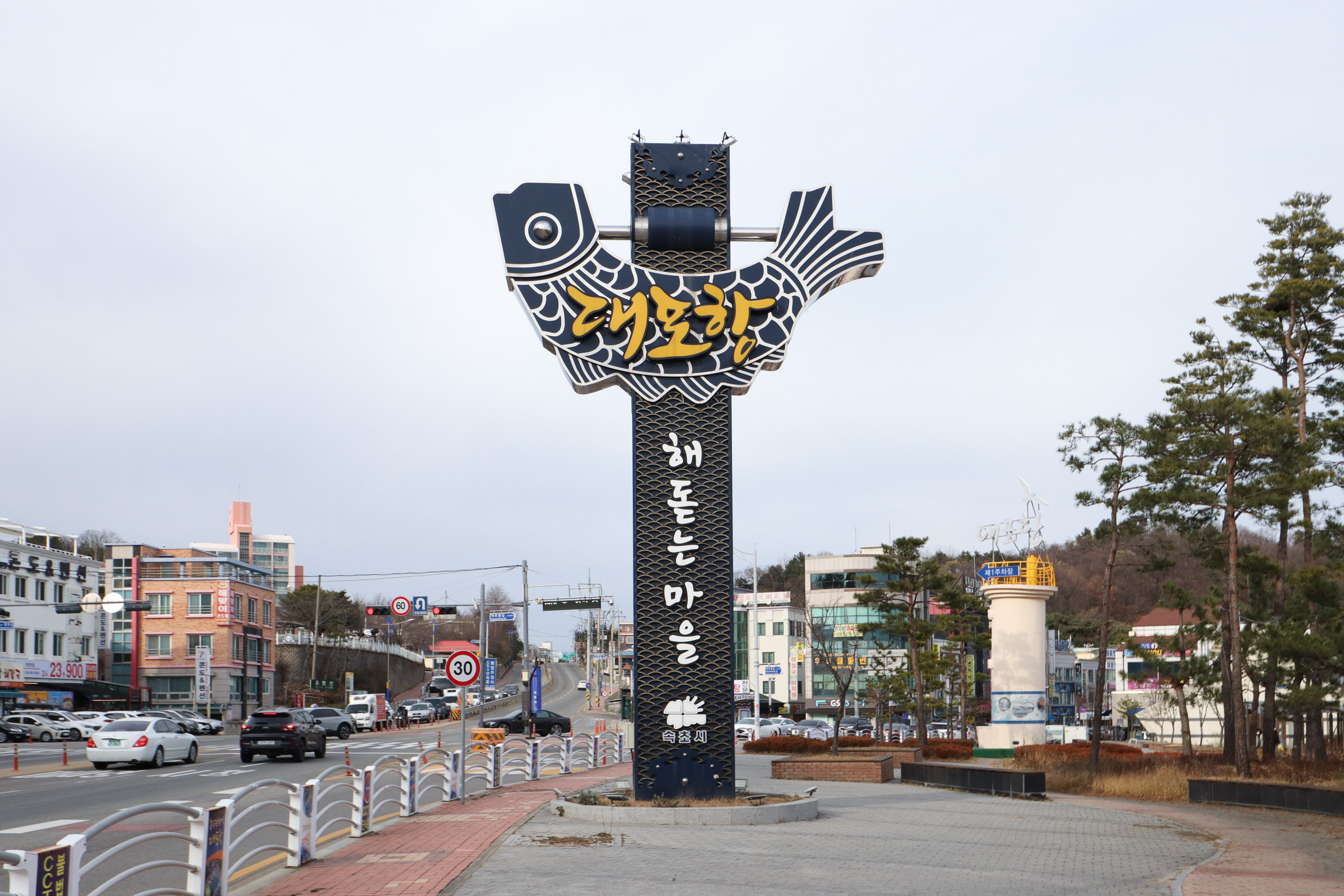
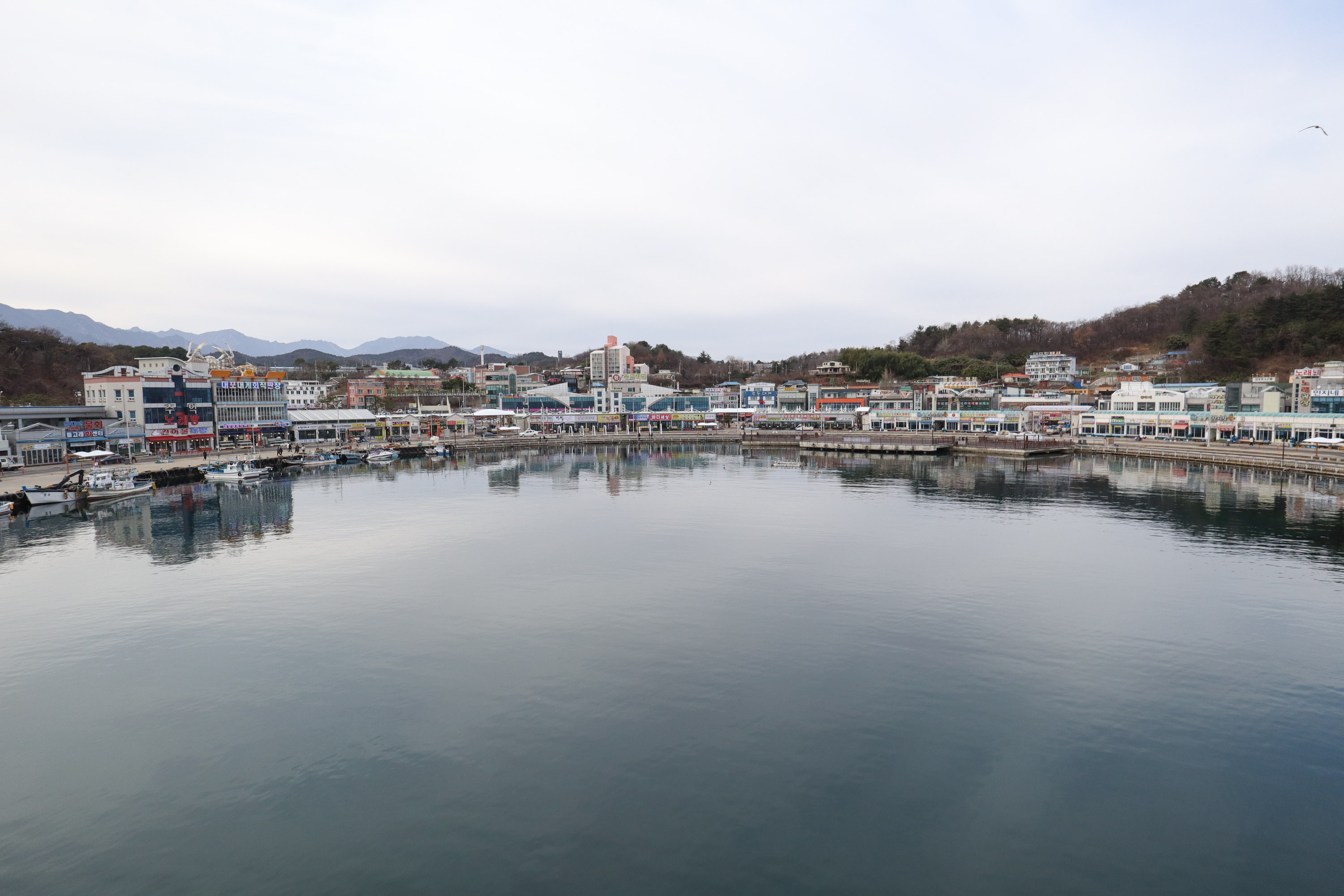
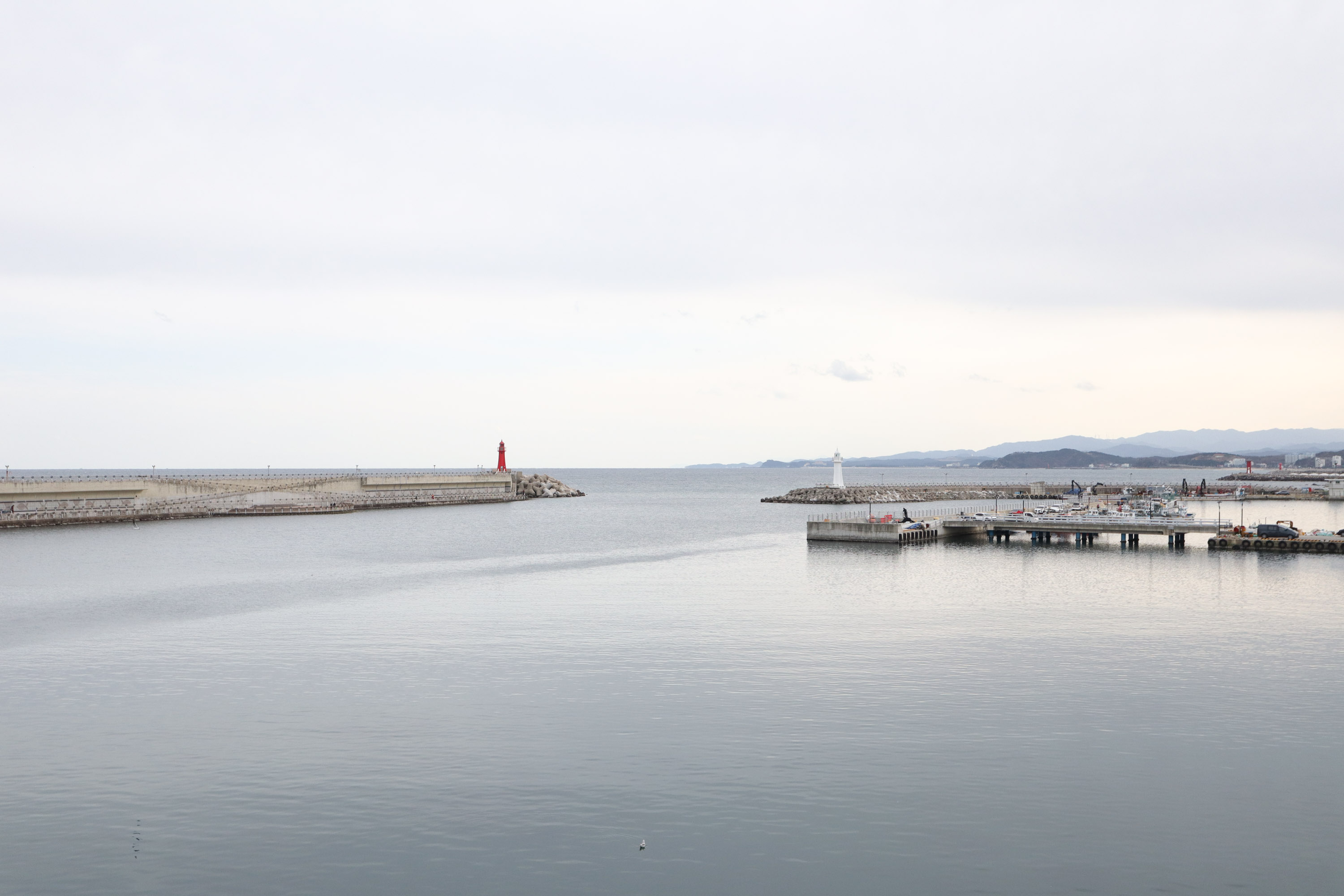